# Lauren Ash

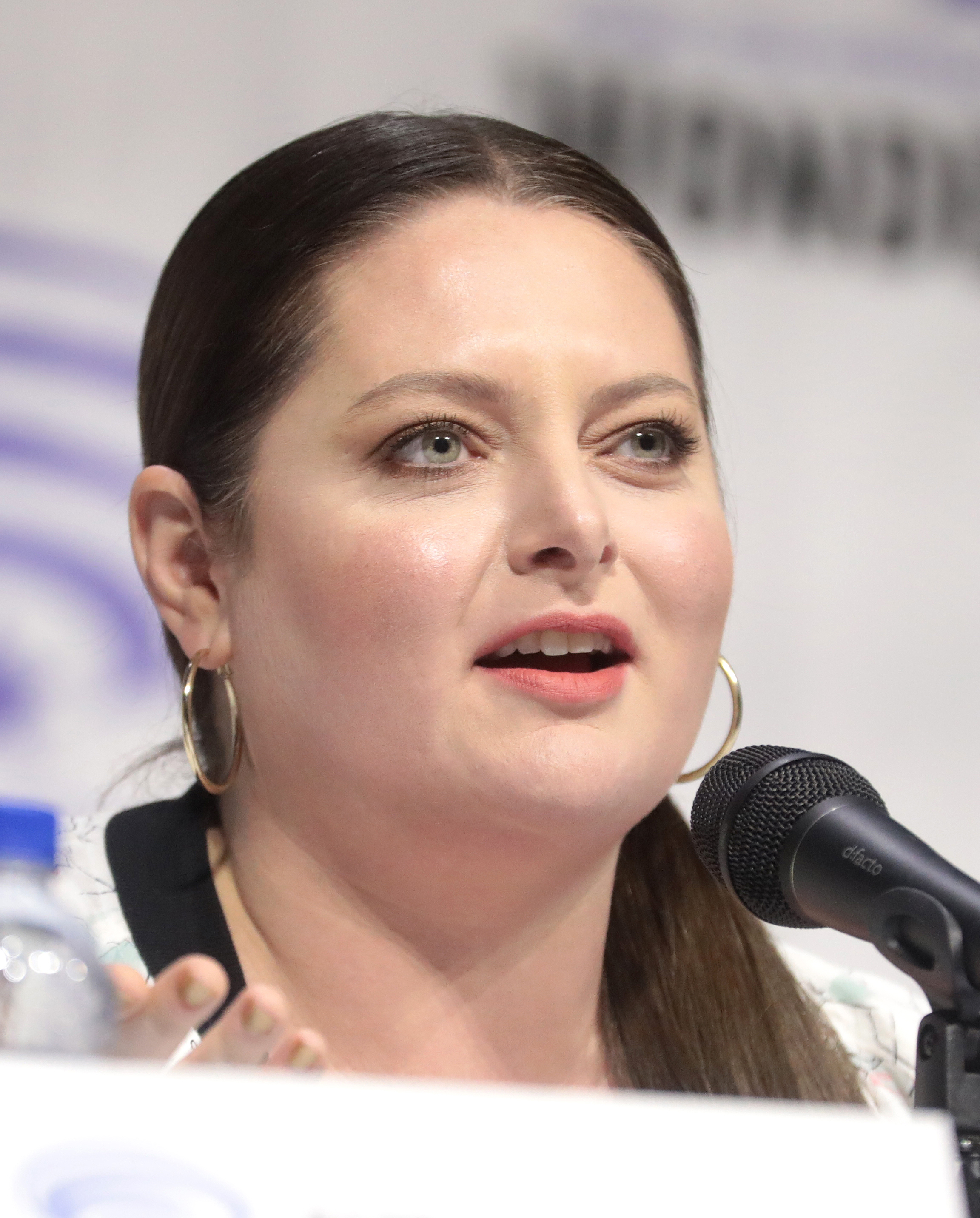
Lauren Ash (2019)

Lauren Elizabeth Ash (* 4. Februar 1983 in Belleville, Ontario) ist eine kanadische Schauspielerin und Comedian.

## Leben und Karriere
Lauren Ash war in der Vergangenheit unter anderem Teil der Theatergruppe The Second City in Kanada. Ihre erste Fernsehrolle hatte sie in 2006. In den folgenden Jahren erfolgten kleinere Gast- und Statistenrollen in diversen Fernsehserien und Werbespots, sowie in Howie Do It, Hotbox und ihre erste Hauptrolle in The Dating Guy. Größere Bekanntheit erlangte sie durch ihre Rolle der Bernie in der Serie Fast Helden. Zwischen 2013 und 2014 verkörperte sie in einer Hauptrolle die Marika in der Fernsehserie Super Fun Night neben Rebel Wilson. Nach einer Nebenrolle in der Serie Another Period wurde sie im Jahr 2015 für eine Hauptrolle in der NBC Comedyserie Superstore als Dina verpflichtet.

## Filmografie (Auswahl)
- 2006: Runaway (Fernsehserie, Folge 1x08)
- 2007: Lars und die Frauen (Lars and the Real Girl)
- 2009: Howie Do It (Fernsehserie, 11 Folgen)
- 2009: Hotbox (Fernsehserie, 3 Folgen)
- 2009–2010: The Dating Guy (Fernsehserie, 26 Folgen)
- 2010–2013: The Ron James Show (Fernsehserie, 6 Folgen)
- 2010–2013: Scare Tactics (Reality-TV-Show, 26 Folgen)
- 2011: Fast Helden (Almost Heroes, Fernsehserie, 8 Folgen)
- 2013: Bomb Girls (Fernsehserie, Folge 2x01)
- 2013: Cracked (Fernsehserie, Folge 1x06)
- 2013: Lost Girl (Fernsehserie, Folge 3x08)
- 2013: Call Me Fitz (Fernsehserie, Folge 4x02)
- 2013–2014: Super Fun Night (Fernsehserie, 17 Folgen)
- 2014: Dirty Singles
- 2015: Der Kaufhaus Cop 2 (Paul Blart: Mall Cop 2)
- 2015: Another Period (Fernsehserie, 9 Folgen)
- 2015–2021: Superstore (Fernsehserie)
- 2017: The Disaster Artist
- 2018–2020: She-Ra und die Rebellen-Prinzessinnen (She-Ra and the Princesses of Power, Fernsehserie, Stimme 30 Folgen)
- 2023–2024: Noch nicht ganz tot (Not Dead Yet, Fernsehserie, 23 Episoden)

## Auszeichnungen
Für ihre Darstellungen als Comedian wurde sie sowohl 2006 als auch 2007 mit dem Canadian Comedy Award in der Kategorie Best Female Improviser ausgezeichnet, sowie 2012 in der Kategorie Best Performance by a Female – Television für ihren Auftritt in der Serie Fast Helden.